# Governo Chiodo
Il Governo Chiodo è stato il sesto esecutivo del Regno di Sardegna, guidato da Agostino Chiodo. 
Esso, nato in seguito alle dimissioni del governo precedente, è rimasto in carica dal 24 febbraio (sebbene esso fosse già di fatto ad interim in carica dal 21 febbraio, avendo il Re deciso di sostituire il solo Presidente del Consiglio) al 27 marzo 1849 (sebbene già dimissionario dal precedente 23 marzo), per un totale di 35 giorni, ossia un mese e 5 giorni.

## Compagine di governo

### Appartenenza politica
| Partito | Partito                 | Presidente | Ministri | Totale |
| ------- | ----------------------- | ---------- | -------- | ------ |
|         | Militare                | 1          | 2        | 3      |
|         | Indipendente (politica) | -          | 6        | 6      |

## Composizione
| Carica                                       | Titolare                                                         | Titolare                                                         | Titolare                                                            |
| Presidenza del Consiglio dei ministri        | Presidenza del Consiglio dei ministri                            | Presidenza del Consiglio dei ministri                            | Presidenza del Consiglio dei ministri                               |
| -------------------------------------------- | ---------------------------------------------------------------- | ---------------------------------------------------------------- | ------------------------------------------------------------------- |
| Presidente del Consiglio dei ministri        |                                                                  |                                                                  | Agostino Chiodo (Militare) (dal 23 febbraio 1849; prec. ad interim) |
| Ministero                                    | Ministri                                                         | Ministri                                                         | Ministri                                                            |
| Affari Esteri                                | Agostino Chiodo (Militare) Ad interim (fino al 23 febbraio 1849) | Agostino Chiodo (Militare) Ad interim (fino al 23 febbraio 1849) | Agostino Chiodo (Militare) Ad interim (fino al 23 febbraio 1849)    |
| Affari Esteri                                |                                                                  | Vittorio Colli di Felizzano (Militare)                           |                                                                     |
| Agricoltura e Commercio                      |                                                                  |                                                                  | Domenico Buffa (Indipendente)                                       |
| Lavori Pubblici                              |                                                                  |                                                                  | Sebastiano Tecchio (Indipendente)                                   |
| Interno                                      |                                                                  |                                                                  | Urbano Rattazzi (Indipendente)                                      |
| Pubblica Istruzione                          |                                                                  |                                                                  | Carlo Cadorna (Indipendente)                                        |
| Guerra                                       |                                                                  |                                                                  | Agostino Chiodo (Militare)                                          |
| Finanze                                      |                                                                  |                                                                  | Vincenzo Ricci (Indipendente)                                       |
| Affari Ecclesiastici e di Grazia e Giustizia |                                                                  |                                                                  | Riccardo Sineo (Indipendente)                                       |

## Cronologia

### 1849
- 21 febbraio - Il Presidente del Consiglio, neo-nominato nel ruolo di supplente, entra in carica.
- 23 febbraio - Il governo, sebbene composto dai ministri uscenti con l’esclusione del Presidente del Consiglio, effettua un nuovo giuramento dinnanzi al Re per essere confermato.
- 1º marzo - Non contenta dell’andamento del conflitto, la Camera dei deputati approva, con 94 favorevoli e 24 contrari, la ripresa della guerra. Il Re Carlo Alberto di Savoia, dunque, la stabilisce al 20 marzo, dovendo avvisare gli Austriaci, secondo l’Armistizio di Salasco, almeno 8 giorni prima.
- 20 marzo - Preparatosi, l’esercito austriaco si posiziona a Pavia in attesa dei piemontesi. Non essendosi questi mossi, gli Austriaci decisero di penetrare in territorio piemontese.
- 23 marzo - Nonostante alcuni fiancheggiamenti di disturbo, gli Austriaci riescono a giungere a Novara, dove si scontrano con i piemontesi (Battaglia di Novara). In seguito alla sconfitta subìta, che segnò anche la fine della Prima guerra di indipendenza, il governo rassegna le dimissioni. A causa dell'abdicazione contemporanea del Re Carlo Alberto di Savoia, tuttavia, si dovette attendere l’insediamento di Vittorio Emanuele II di Savoia, suo erede, per poter confermarle.
- 24 marzo - Il nuovo Re, Vittorio Emanuele II di Savoia, firma a malincuore l’Armistizio di Vignale, ponendo così fine agli scontri. L’accordo sarà successivamente stabilizzato con la Pace di Milano.
- 27 marzo - Dopo aver ricevuto l’incarico dal nuovo Re, il nuovo esecutivo giura dinnanzi a quest’ultimo, determinando così la fine dell’esperienza di governo.[3]